# Pedro Ricardo Barreto Jimeno
Pedro Ricardo Barreto Jimeno S.J. (sinh 1944) là một Hồng y người Peru của Giáo hội Công giáo Rôma. Ông hiện đảm nhận vai trò Hồng y Đẳng Linh mục, Tổng giám mục đô thành Tổng giáo phận Huancayo từ năm 2004 và Phó Chủ tịch Hội đồng Giám mục Peru, từ năm 2012.
Vốn là một giáo sĩ trong vai trò lãnh đạo giáo hội địa phương, ông từng đảm trách vai trò Đại diện Tông Tòa Hạt Đại diện Tông Tòa Jaén en Perú (2001 - 2004) trước khi tiến đến trở thành Tổng giám mục đô thành Huancayo. Song song với thời kỳ làm Tổng giám mục Huancayo, ông còn đảm nhiệm vai trò Giám quản Tông Tòa Hạt Đại diện Tông Tòa Jaén en Perú trong một khoảng thời gian ngắn, từ năm 2004 đến năm 2005. Ông sẽ được vinh thăng Hồng y ngày 29 tháng 6 năm 2018, bởi Giáo hoàng Phanxicô.

## Tiểu sử
Hồng y Pedro Ricardo Barreto Jimeno sinh ngày 12 tháng 2 năm 1944 tại Lima, Tổng giáo phận Lima, Peru. Sau quá trình tu học dài hạn tại các cơ sở chủng viện theo quy định của Giáo luật, ngày 18 tháng 12 năm 1971, Phó tế Barreto, 27 tuổi, tiến đến việc được truyền chức linh mục. Tân linh mục là thành viên linh mục đoàn Dòng Tên.
Sau 30 năm thi hành các công việc mục vụ với thẩm quyền và cương vị của một linh mục, ngày 21 tháng 11 năm 2001, Tòa Thánh loan tin Giáo hoàng đã quyết định tuyển chọn linh mục Pedro Ricardo Barreto Jimeno, 57 tuổi, gia nhập Giám mục đoàn Công giáo Hoàn vũ, với vị trí được bổ nhiệm là Đại diện Tông Tòa Hạt Đại diện Tông Tòa Jaén en Perú, danh nghĩa Giám mục Hiệu tòa Acufida. Lễ tấn phong cho vị giám mục tân cử được tổ chức sau đó vào ngày 1 tháng 1 năm 2002 tại nhà thờ San Pedro, Lima, thuộc Tổng giáo phận Lima, với phần nghi thức chính yếu được cử hành cách trọng thể bởi 3 giáo sĩ cấp cao, gồm chủ phong là giám mục José María Izuzquiza Herranz, S.J., Nguyên Đại diện Tông Tòa Hạt Đại diện Tông Tòa Jaén en Perú; hai vị giáo sĩ còn lại, với vai trò phụ phong, gồm có giám mục Luis Armando Bambarén Gastelumendi, S.J., Giáo sĩ Địa phận Chimbote và Tổng giám mục Rino Passigato, Sứ thần Tòa Thánh tại Peru. Tân giám mục chọn cho mình châm ngôn:EN TODO AMAR Y SERVIR.
Chỉ sau khoảng thời gian 3 năm được chọn làm giám mục, Giám mục Barreto được Tòa Thánh thăng Tổng giám mục, qua việc bổ nhiệm giám mục này làm Tổng giám mục đô thành Tổng giáo phận Huancayo và kiêm thêm chức danh Giám quản Tông Tòa Hạt Đại diện Tông Tòa Jaén en Perú. Thông báo về việc bổ nhiệm này được công bố cách rộng rãi vào ngày 17 tháng 7 năm 2014. Tân Tổng giám mục đã đến cử hành các nghi thức nhận giáo phận sau đó vào ngày 5 tháng 9 cùng năm. Sau thời gian ngắn kiêm nhiệm, ông chấm dứt vai trò Giám quản Tông Tòa Hạt Đại diện Tông Tòa Jaén en Perú, từ ngày 11 tháng 11 năm 2005.
Ngoài công việc quản trị giáo phận, ông còn tham gia công tác quản lý giáo hội địa phương, và đảm đương vai trò Phó Chủ tịch Hội đồng Giám mục Peru, từ tháng 1 năm 2012.
Bằng việc tổ chức công nghị Hồng y năm 2018 được cử hành chính thức vào ngày 29 tháng 6, Giáo hoàng Phanxicô đưa ra quyết định vinh thăng Tổng giám mục Pedro Ricardo Barreto Jimeno tước vị danh dự của Giáo hội Công giáo, Hồng y. Tân Hồng y thuộc Đẳng Hồng y Linh mục.